# 青沼陽一郎
青沼 陽一郎（あおぬま よういちろう、1968年7月30日 - ）は、日本の作家。フリージャーナリスト。ドキュメンタリー番組制作者。日本文藝家協会会員。
オウム真理教事件をはじめとする犯罪事件、事故・災害現場、世界と日本の食料問題、社会事象などをテーマに、精力的にルポルタージュ作品を発表している。主要雑誌メディア、活字媒体に掲載された署名原稿は数百を数える。映像ノンフィクション作品も手掛け、テレビ放送されている。

## 来歴
長野県長野市生まれ。長野県長野高等学校、早稲田大学卒業。
大学卒業後、テレビの報道番組の制作に携わり、松本サリン事件、阪神・淡路大震災、地下鉄サリン事件の発生直後に現場を取材。
1995年の秋から本格的にはじまった戦後最大の刑事裁判であるオウム真理教裁判を担当したことから、継続取材を目的にテレビ制作の現場を離れ、フリーランスに。以後、執筆活動が中心になる。国会図書館で検索すると雑誌媒体に寄稿した署名記事は250を超える。
オウム真理教裁判をきっかけに、その後も多くの刑事裁判を傍聴取材。
1999年に発生した池袋通り魔殺人事件では、裁判取材と同時に被告人と往復書簡を交わし、『池袋通り魔との往復書簡』を出版。
2001年のアメリカ同時多発テロ事件直後には、ニューヨークの現場を取材。
このころから、食料問題にも関心を持ちはじめ、中国、東南アジアをはじめ、世界の食料生産現場を取材する。食料自給率40％を切る日本は海外に食料を依存せざるを得ず、それも米国による対日戦略がそうさせたことから、日本を「食料植民地」と呼称している。
2003年に猛威を振るったSARS（重症急性呼吸器症候群）の取材で、中国、香港、台湾の現地に入る。
2004年12月に発生したインド洋大津波の現地取材をきっかけに、東南アジアに戦後も日本へ帰国することを拒み現地で暮らし続ける残留日本兵が存命であることを知る。
2006年4月25日に発生したJR西日本福知山線脱線事故では、死亡した運転手が日勤教育で書き残していた「反省文」を『文藝春秋』にてスクープ。
2005年の夏に残留日本兵を訪ねて東南アジアをめぐる。のちに『帰還せず－残留日本兵60年目の証言－』として出版。
ライブドア事件、秋田児童連続殺害事件、光市母子殺害事件差し戻し控訴審を傍聴取材。『週刊文春』にレポートが掲載。
2011年の東日本大震災発生直後には、福島第一原子力発電所の20キロ圏を取材。4月には事故発生から25年になるチェルノブイリ原子力発電所を現地取材。
2014年に米国の食肉生産現場を取材したことをきっかけに、「米国、中国、日本の豚小屋をまわったジャーナリスト」と呼ばれる。
2015年に食料関係の取材で訪れた中国湖北省で身柄を拘束される。
2017年には遺伝子組み換え大手のモンサント本社を訪れている。
1998年から2006年、2014年に『NONFIX』及び『ザ・ノンフィクション』内で放送された「麻原法廷漫画」シリーズ、2012年に同じく『ザ・ノンフィクション』内で放送された「ドキュメントアニメ 小沢法廷」では、青沼が登場人物の似顔絵を描きアニメーションを制作、ドクメンタリー番組に取り入れた斬新な手法を用いている。それぞれ番組構成・演出からナレーションまで手掛けた。
2023年8月18日、第50回衆議院議員総選挙の三重県第4区に立憲民主党から擁立する方向で調整していることがわかった。29日、同党から正式に公認候補として発表された。2024年10月27日の投開票の結果、鈴木英敬に敗れ、比例復活もならずに落選。

## エピソード
- 幼いころより水泳をはじめ、中学時代には県大会で400メートル自由形、1500メートル自由形の2種目で優勝している。それも中学校には水泳部がなかったことから、学校に頼み込んでたったひとりで大会にエントリー。
- 高校時代も水泳を続け、2年生で県大会2冠。高校総体、国体に出場している。
- 高校時代に母校が春の甲子園に出場。甲子園に応援に向かうも、アルプススタンドで目立とうと赤いジャンパーを着ていったが、入場口で全員に赤い帽子が配られたことから思惑が外れてしまった、と語っている。
- 1995年1月17日の阪神大震災発生直後には、たまたま前日から福岡県に出張中だったこともあって、地元のカメラマンと音声担当を連れて、その日のうちに西側より神戸の震災現場に入る。当日の新幹線は、最初に博多から広島までが復旧していたが、たまたま乗り込んだ列車が岡山行きに変更になり、同駅で岡山のジャンボタクシーをチャーター。その車体には桃太郎と、猿、犬、雉の絵が描かれていたが、その車で被災地に入っている。
- 1995年3月20日に発生した地下鉄サリン事件発生直後には、朝から別件の取材予定でカメラクルーを手配していたこともあり、そのまま霞が関へ直行。終日現場に張り付き、レポートもしている。

## 著書
- 『池袋通り魔との往復書簡』（小学館文庫,2002年）
- 『帰還せず 残留日本兵 六〇年目の証言』（新潮社,2006年）
- 『オウム裁判傍笑記』（新潮社・小学館,2007年）
- 『食料植民地ニッポン』（小学館,2008年）
- 『中国食品工場の秘密』（小学館文庫,2008年）
- 『裁判員Xの悲劇 最後に裁かれるのは誰か』（講談社,2009年）
- 『私が見た21の死刑判決』（文春新書,2009年）
- 『フクシマ カタストロフ　原発汚染と除染の真実』（文藝春秋,2013年）
- 『侵略する豚』（小学館,2017年）

## 寄稿媒体
- 文藝春秋
- 週刊文春
- 週刊新潮
- 週刊現代
- 週刊ポスト
- SAPIO
- 週刊朝日
- サンデー毎日
- 女性自身
- FRYDAY
- 月刊現代
- 東洋経済オンライン
- JBpress

## 制作番組

### フジテレビ系
- 虚像の神様 ～麻原法廷漫画～（NONFIX内）-1998年
- 虚像の神様 ～麻原法廷漫画～ 判決編（ザ・ノンフィクション内）-2004年
- 虚像の神様 ～麻原法廷漫画～ 地下鉄サリン事件から10年（同上）-2005年
- 虚像の神様 ～麻原法廷漫画～ 最終章 愛する娘よ（同上）-2006年
- 逃亡17年の男 ～麻原法廷漫画～（同上） -2014年
- 20年前 地下鉄サリン事件はこうして起きた ～麻原法廷漫画～（同上） -2015年 
  - 全6回に渡り、取材、構成、演出、原画、ナレーション、更には「麻原彰晃」の声優まで兼任[6]。また、声だけでなく顔出しで出演することもあった。
- ドキュメントアニメ　小沢法廷（ザ・ノンフィクション内）-2012年
  - こちらも取材から演出、キャラクターデザインまで青沼が中心となって手掛けた。ただし劇中のキーパーソン（小沢一郎）の役は担当していない。

## 選挙歴
| 当落 | 選挙                   | 執行日         | 年齢 | 選挙区      | 政党       | 得票数    | 得票率 | 定数 | 得票順位 /候補者数 | 政党内比例順位 /政党当選者数 |
| ---- | ---------------------- | -------------- | ---- | ----------- | ---------- | --------- | ------ | ---- | ------------------ | ---------------------------- |
| 落   | 第50回衆議院議員総選挙 | 2024年10月27日 | 56   | 三重県第4区 | 立憲民主党 | 5万3360票 | 33.24% | 1    | 2/3                | 7/6                          |